# 乌拉斯台农场
乌拉斯台农场，是中华人民共和国新疆维吾尔自治区巴音郭楞蒙古自治州和静县下辖的一个乡镇级行政单位。

## 行政区划
乌拉斯台农场下辖以下地区：
第一社区、第二社区、第三社区和第四社区。